# Muzeum Diecezjalne we Włocławku
Muzeum Diecezjalne we Włocławku – prywatne muzeum diecezji włocławskiej, prezentujące zbiory sztuki sakralnej różnych epok, założone w 1995 roku.

## Lokalizacja
Muzeum Diecezjalne znajduje się w dawnym kolegium wikariuszy katedralnych, przy placu Mikołaja Kopernika 3 we Włocławku.

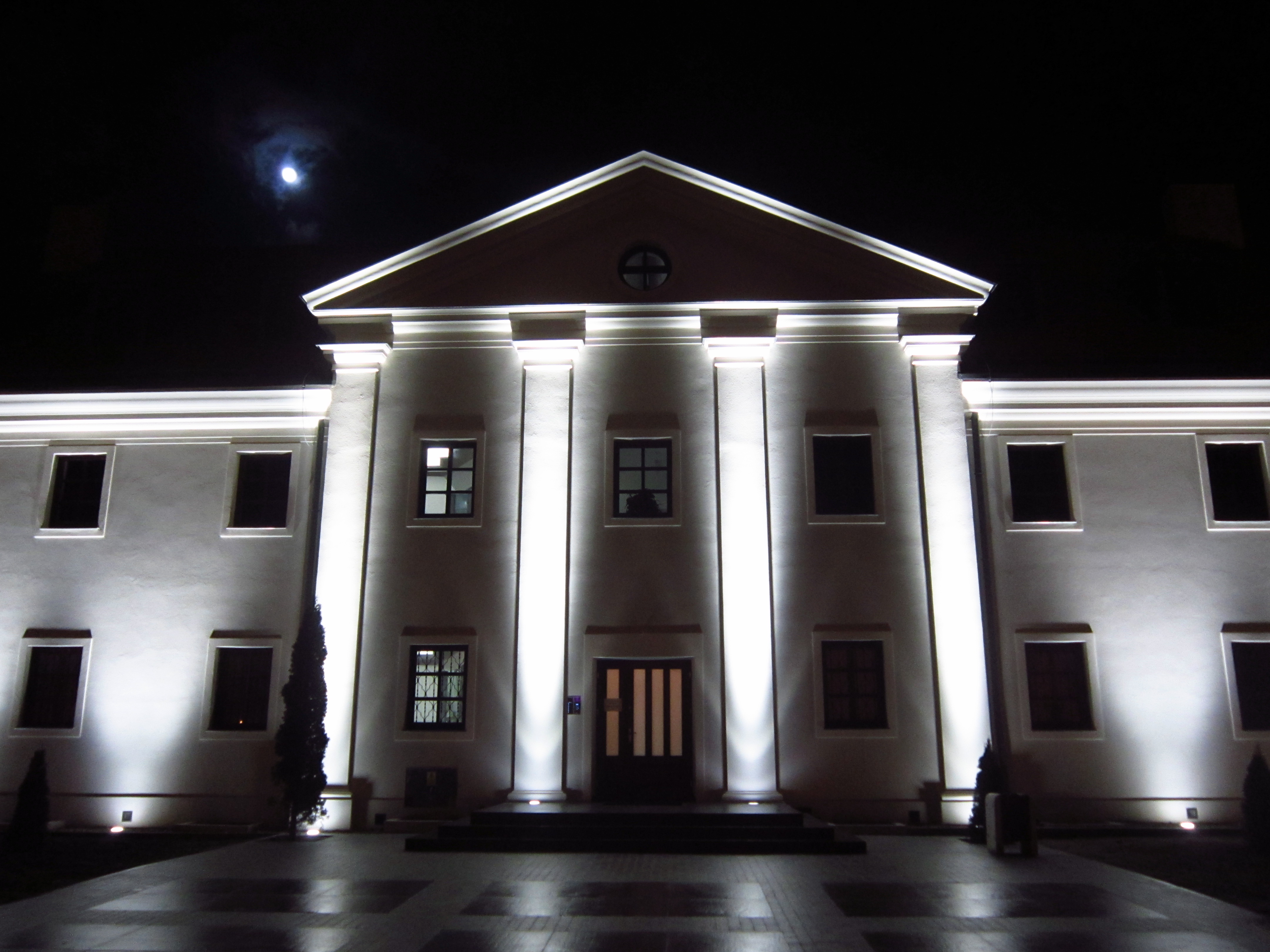
Muzeum Diecezjalne we Włocławku po remoncie

## Historia

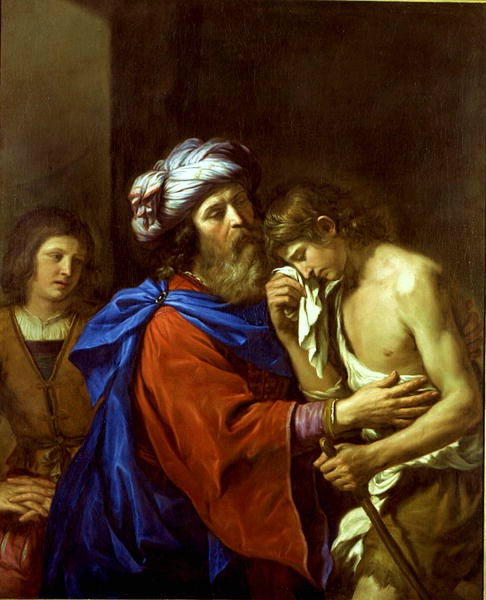
Powrót syna marnotrawnego, Guercino, 1651

Pierwsze Muzeum Diecezjalne powstało w 1870 przy Seminarium Duchownym. Było pierwszym placówką tego typu, znajdującą się na ziemiach polskich pod zaborem rosyjskim.
Zbiory muzealne zaczęli zbierać – Zenon i Stanisław Chodyński, kontynuowali zaś Stanisław Kazimierz Zdzitowiecki, księża Idzi Radziszewski i Józef Jędrychowski. Początkowo były to eksponaty do celów naukowych, które dały początek kolekcji zwanej muzeum seminaryjnym. W okresie przedwojennym gromadzono obiekty z całej diecezji. Wśród zbiorów były dzieła sztuki religijnej oraz świeckiej: malarstwo, rzeźba, szaty liturgiczne, numizmaty, medale, fotografie. Eksponaty pochodziły głównie z darów, z prywatnych kolekcji kapłanów diecezji włocławskiej. W okresie II Rzeczypospolitej kolekcje muzealne były już użyczane na wystawy ogólnopolskie, prowadzony był także inwentarz zbiorów. Kolekcja była powiększana o nowe zabytki, zaczęto również udostępniać zbiory za porozumieniem z kustoszem. Niestety w czasie II wojny światowej większość cennych eksponatów uległa rozgrabieniu, przetrwała jedynie niewielka część zbiorów. Po II wojnie światowej na długie lata Muzeum Diecezjalne przestało istnieć.
W 1995 dekretem ówczesnego biskupa ordynariusza podjęto decyzję o reaktywacji muzeum. Placówka otrzymała część parteru budynku przy pl. Kopernika 2. Muzeum zostało ponownie otwarte w 2005 roku. W 2007 postanowiono rozbudować dawne kolegium wikariuszy. Prace rozpoczęły się w marcu 2011 roku, dzięki staraniom biskupa włocławskiego Wiesława Alojzego Meringa.
W 2012 zakończyła się gruntowna modernizacja muzeum. Przebudowa polegała nie tylko na przywróceniu budynkowi historycznego wyglądu, rekonstrukcji detali architektonicznych, ale również na podniesieniu jego funkcjonalności poprzez dobudowanie nowej części, w której znalazła się aula z infrastrukturą dla organizacji wystaw czasowych, koncertów oraz magazyny muzealne, zaplecze socjalne, pracownie konserwatorskie.

## Ekspozycja muzealna

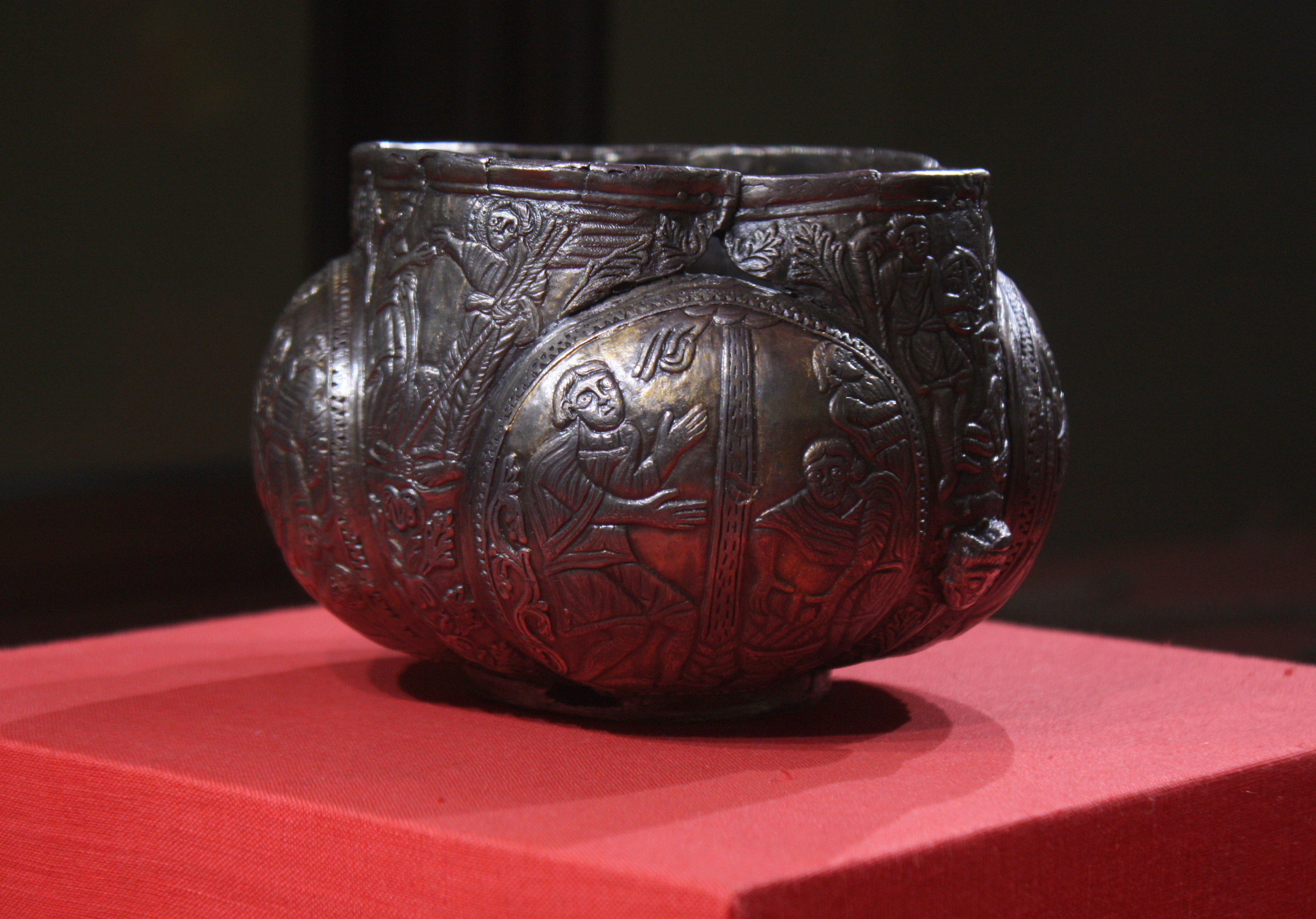
Kopia Czary Włocławskiej, pochodzącej z I poł. X wieku.

Muzeum posiada ponad dwa tysiące eksponatów prezentowanych w ośmiu salach i korytarzu, w układzie epok historycznych m.in. szaty liturgiczne (ornaty renesansowe i barokowe) iluminowane inkunabuły, naczynia liturgiczne z pracowni augsburskiej z XVII w., obrazy (Ukrzyżowanie Cerrea de Vivar, Modlitwa w Ogrójcu), rzeźby (Piety i grupy Świętej Anny Samotrzeć, Madonny), rokokowe meble, pamiątki po Ojcu Świętym Janie Pawle II, portrety biskupów kujawskich, kolekcja medali pamiątkowych, krzyże celtyckie, rzeźby antyczne, kielichy gotyckie, monstrancje, relikwiarze.
W zbiorach muzeum znajduje się również kopia czary włocławskiej, przekazana w 2011 r. przez Ministerstwo Kultury i Dziedzictwa Narodowego na ręce biskupa włocławskiego Wiesława Meringa. Oryginał pochodzący z I poł. X w. znajduje się obecnie w Muzeum Narodowym w Krakowie.
W muzeum znajdują się także Izby pamięci biskupa Michała Kozala oraz kardynała Stefana Wyszyńskiego.
Muzeum organizuje liczne wystawy czasowe, koncerty muzyki jazzowej, fortepianowe, zespołów smyczkowych oraz spotkania, konferencje.